# Tabu (album)
Tabu je peti studijski album hrvatske pop pjevačice Lane Jurčević objavljen 8. lipnja 2017. godine u izdanju diskografske kuće Croatia Records. 
Album sadrži 14 pjesama snimljenih u razdoblju od 2013. do 2017. godine. Izdano je 13 singlova: "Ludo ljeto", "Kim Kardashian", "Svi su ludi oko mene", "Vrti mi se", "Hollywood", "Majica", "Šećeru", "Noć bez granica", "Daj da plovimo (haj lajf)", "Neke se noći ne spavaju", "Duša Hrvatska", "Kuda da krenem" i "Tabu". 

## Popis pjesama
1. Ludo ljeto
2. Kim Kardashian
3. Svi su ludi oko mene
4. Vrti mi se (feat. Ante Cash)
5. Hollywood
6. Majica
7. Od najgorih najbolji (feat. Luka Nižetić)
8. Šećeru
9. Noć bez granica (feat. Connect)
10. Daj da plovimo (haj lajf)
11. Neke se noći ne spavaju
12. Duša Hrvatska
13. Kuda da krenem
14. Tabu

## Top ljestvice
| Top ljestvica (2017.)                  | Pozicija |
| -------------------------------------- | -------- |
| Službena top ljestivica prodaje albuma | 3.       |

1. ↑  Top lista prodaje domaća 20.6.2017